# Böhmfeld
Böhmfeld – miejscowość i gmina w Niemczech, w kraju związkowym Bawaria, w rejencji Górna Bawaria, w regionie Ingolstadt, w powiecie Eichstätt, wchodzi w skład wspólnoty administracyjnej Eitensheim. Leży na terenie Parku Natury Altmühltal, w Jurze Frankońskiej, około 13 km na wschód od Eichstätt.

## Demografia
| Rok  | Liczba mieszk. |
| ---- | -------------- |
| 1970 | 815            |
| 1987 | 1 086          |
| 2000 | 1 555          |
| 2005 | 1 652          |
| 2007 | 1 639          |

Dane o ludności z 31 grudnia 2008:
| Opis                                | Ogółem | Ogółem | Kobiety | Kobiety | Mężczyźni | Mężczyźni |
| ----------------------------------- | ------ | ------ | ------- | ------- | --------- | --------- |
| Jednostka                           | osób   | %      | osób    | %       | osób      | %         |
| Populacja                           | 1620   | 100    | 806     | 49,75   | 814       | 50,25     |
| Wiek przedprodukcyjny (0–17 lat)    | 374    | 23,09  | 180     | 11,11   | 194       | 11,98     |
| Wiek produkcyjny (18–65 lat)        | 1023   | 63,15  | 493     | 30,43   | 530       | 32,72     |
| Wiek poprodukcyjny (powyżej 65 lat) | 223    | 13,77  | 133     | 8,21    | 90        | 5,56      |

## Polityka
Wójtem gminy jest Alfred Ostermeier, rada gminy składa się z 12 osób.
|      | CSU/UW | SPD/FW | Razem |
| 2008 | 5      | 7      | 12    |
| 2002 | 6      | 6      | 12    |

## Oświata
W gminie znajduje się przedszkole (75 miejsc) oraz szkoła podstawowa.